# Ricardo Seminario y Aramburú
José Ricardo Andrés Seminario y Aramburú (Lima, 19 de marzo de 1868-24 de diciembre de 1950) fue un militar y diplomático peruano que participó junto a Mariano José Madueño en la revolución y posterior creación del Estado Federal de Loreto en territorios del recién creado departamento homónimo. Fue el primer y único gobernador del estado federal. Fue parte de la familia Seminario, de gran importancia histórica en el departamento de Piura durante el siglo XIX.

## Vida
Nació en la ciudad peruana de Lima el 19 de marzo de 1868, hijo del senador piurano Manuel Seminario y Váscones y Julia Aramburú Duran. En su juventud comenzó a interesarse por las carreras de militar y diplomacia; en su carrera militar fue nombrado coronel de muy alto prestigio. Participó en la Guerra del Pacífico, en la que conoció a Madueño; las insurrecciones montoneras de Piura y en las dos guerras civiles posteriores, en la que fue un fiel defensor del bando civilista peruano. En su máximo apogeo fue enviado a Loreto como jefe y líder del escuadrón militar del oriente.

### Insurrección loretana
Su participación en la insurrección se debió al convencimiento que tuvo por parte de Madueño y a su molesta reacción ante la triste realidad que sufrían los peruanos del oriente peruano; en 1896 junto con Madueño se levantan contra el estado peruano y fundan en Loreto una entidad federal autónoma que a pesar de declararse parte de la república esta no lo reconoció. Seminario fue elegido como gobernador del estado loretano.

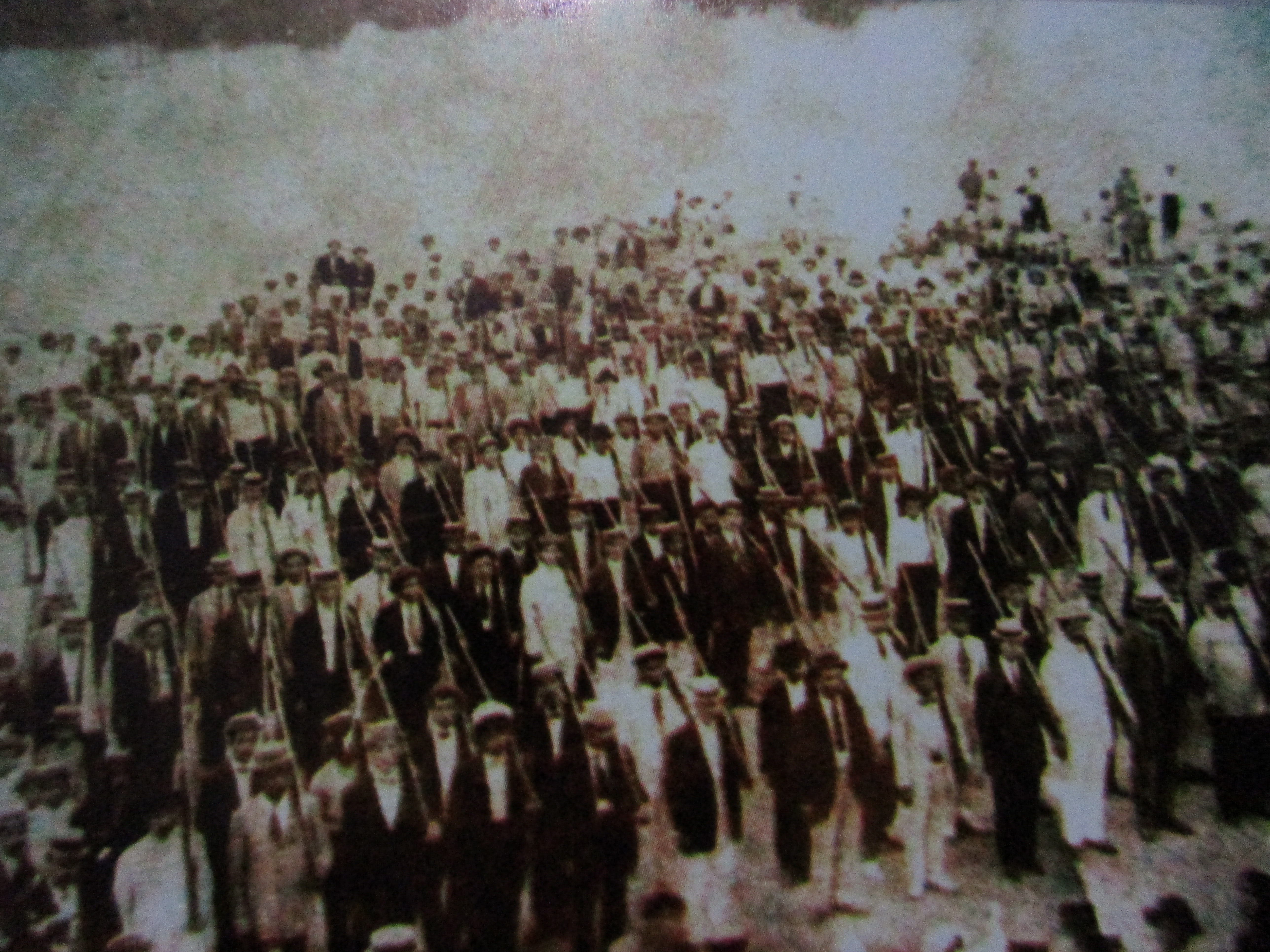
Milicias locales en Iquitos fieles a Seminario durante la insurrección loretana.

#### Derrumbe y huida
El gobierno por orden de Nicolás de Pierola mandó dos expediciones a reconquistar la región amazónica de Loreto, Madueño y Seminario a pesar de contar en un principio con apoyo popular este se derrumbó por la debilidad e ineficacia del gobierno federal para poder sostener las necesidades básicas además de un miedo expandido de recibir represalias por parte del gobierno. El gobierno federal se desintegró y cada jefe de la rebelión se retiraron al extranjero para evitar su encarcelación y una muy posible masacre ante el irredentismo del ejército por la reciente perdida de Tacna, Arica y Tarapacá en la Guerra del Pacífico, Seminario se va a Argentina, en el buque Los Andes parte al puerto de Río de Janeiro y desde ahí parte al continente europeo, el mismo año del levantamiento el gobierno lanza una ley de amnistía para los rebeldes pero el prefiere regresar a su país en 1901 cuando el presidente Eduardo López de Romaña le otorga garantía concretas, en su regreso lo acompañó Carlos Rubio otro participante de la revolución.

## Muerte
Desde su llegada al Perú se dedicó a labores agrícolas en la hacienda piurana de Pabur y durante el régimen de Leguía sirvió como Inspector Honorario de Consulados. En su vejez, se retiró de la vida pública y se dedicó a recorrer el mundo. Regresó a Lima el 12 de junio de 1946 y fundó la empresa del Club Departamental de Piura.
Murió en su casa el 24 de diciembre de 1950.